# Affrico
L'Affrico est un torrent affluent du fleuve Arno.

## Géographie
L'Affrico, après avoir descendu peu de kilomètres du col de Camerata, baigne une partie de la périphérie de Florence vers Salviatino pour se voir enterré sur le reste de son cours, couvert par les infrastructures routières. Il rejoint l'Arno au Ponte di San Niccolò.
Son nom d'Affrico, comme celui de Mensola,  torrent voisin, dérive d'un poème de Boccace « Il Ninfale Fiesolano » : le pâtre Affrico ayant  rencontré Mensola, une ancella de la déesse Diane, qui,  ayant découvert leurs amours, les transforma en torrents.